# 小行星6503
小行星6503（英語：6503）是一颗围绕太阳公转的小行星。1994年2月4日，上田清二、金田宏在钏路市发现了此天体。
这颗小行星的绝对星等为264.4401158493831等。